# Asterina melastomatis
Asterina melastomatis är en svampart som beskrevs av Lév. 1845. Asterina melastomatis ingår i släktet Asterina och familjen Asterinaceae.   Inga underarter finns listade i Catalogue of Life.